# 17138 Burgosrosario
17138 Burgosrosario este o planetă minoră (asteroid), cu un diametru de 6,02 km, din centura de asteroizi. A fost descoperită pe 12 mai 1999 la Experimental Test Site⁠(d) de Lincoln Near-Earth Asteroid Research. 
Obiectul prezintă o orbită caracterizată de o semiaxă mare de 2,6583782 UAi, o excentricitate de 0,1058476, o înclinație de 14,54103 ° în raport cu ecliptica.